# Solanum phureja
Solanum phureja là loài thực vật có hoa trong họ Cà. Loài này được Juz. & Bukasov miêu tả khoa học đầu tiên năm 1929.